# ДОТ № 202 (КиУР)

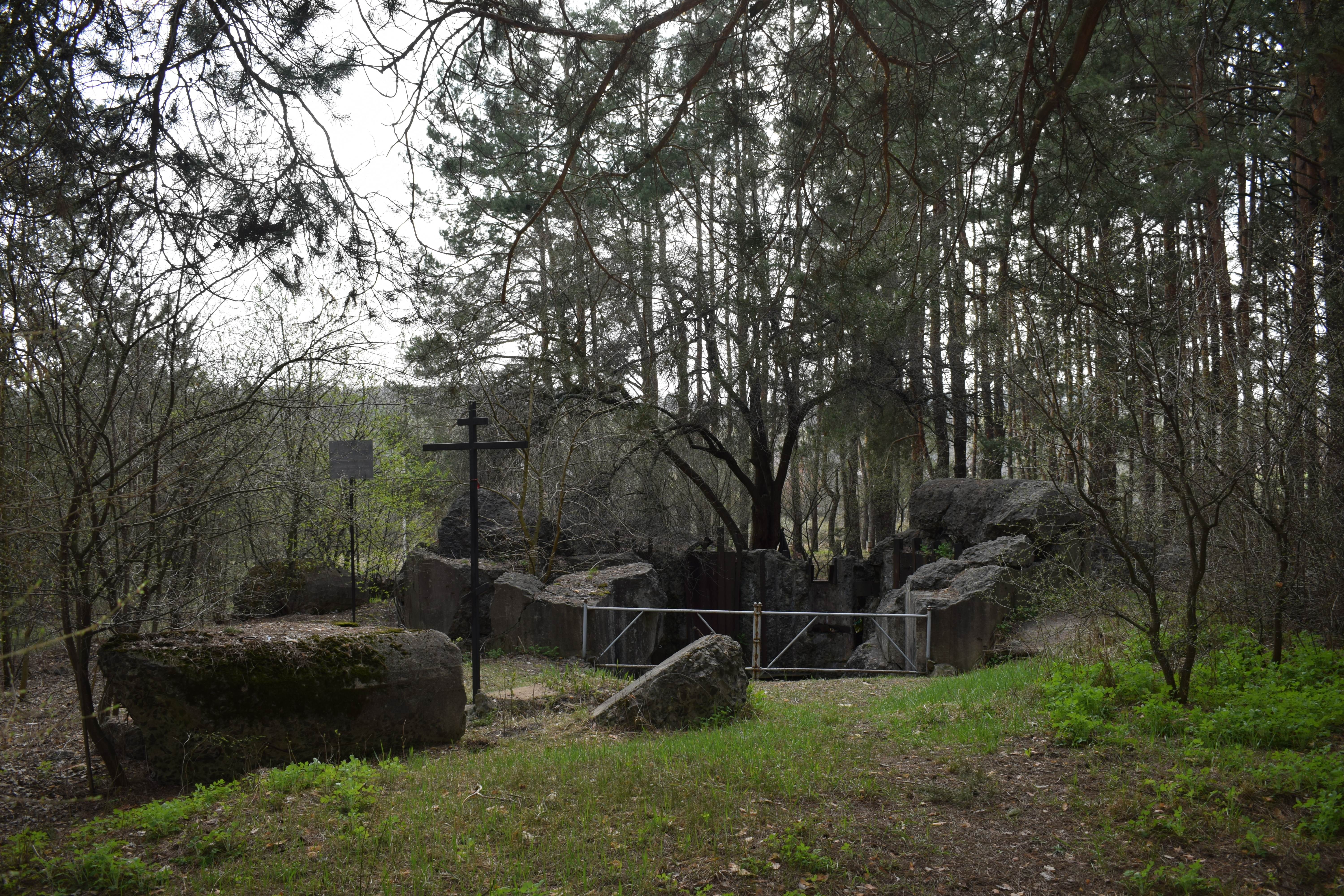
ДОТ № 202

|50°20′00.03″ пн. ш. 30°21′51.22″ сх. д. / 50.3333417° пн. ш. 30.3642278° сх. д.
ДОТ № 202 — довготривала оборонна точка, що входила до складу першої лінії оборони Київського укріпленого району.

## Історія будівництва
ДОТ № 202 мав два поверхи. На кожному з поверхів було по 2 каземати. 3 кулеметні амбразури для станкового кулемета та амбразура оборони входу. Це споруда типу «Б», тобто мався повний протихімічний захист.  Вогневу точку побудовано у 1929 - 1930 роках. Противідткольний захист з металевого листа, закладеного за двотаврові балки. Вхід був через колінчастий сквозник.

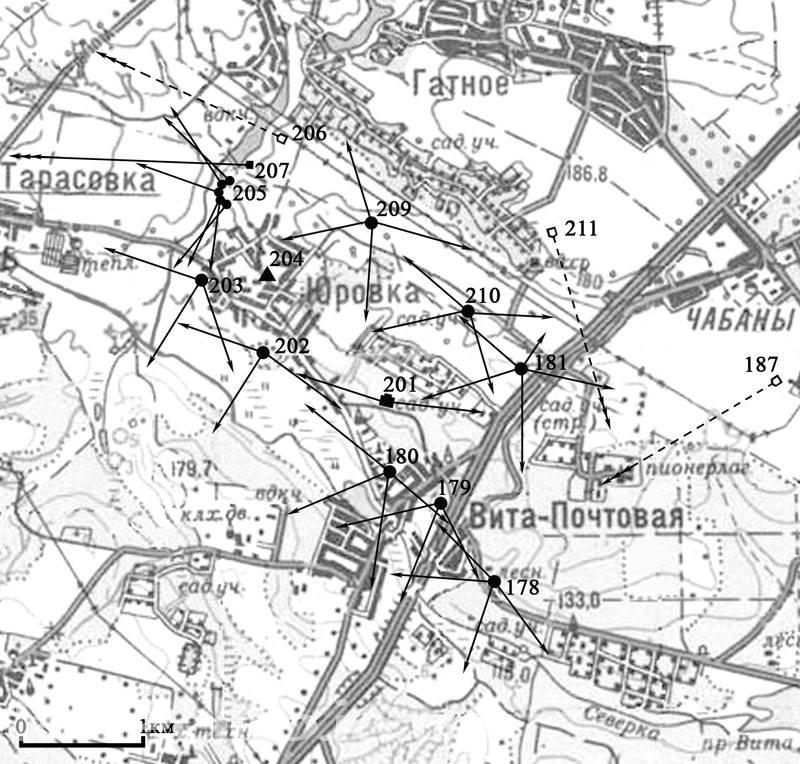
ДОТ № 202 у системі оборони 6-го БРО КиУР

Дот знаходився на чолі першої лінії, прострілюючи долину Сіверки разом з ДОТами №180 та №203.

## Сьогодення
ДОТ № 202 знаходиться на території села Юрівка, у лісочку серед села. Підірваний у 1941 році. Станом на 2018 рік розчищений та упорядкований. Великі уламки дають змогу обстежити внутрішнє облаштування. 

## Галерея

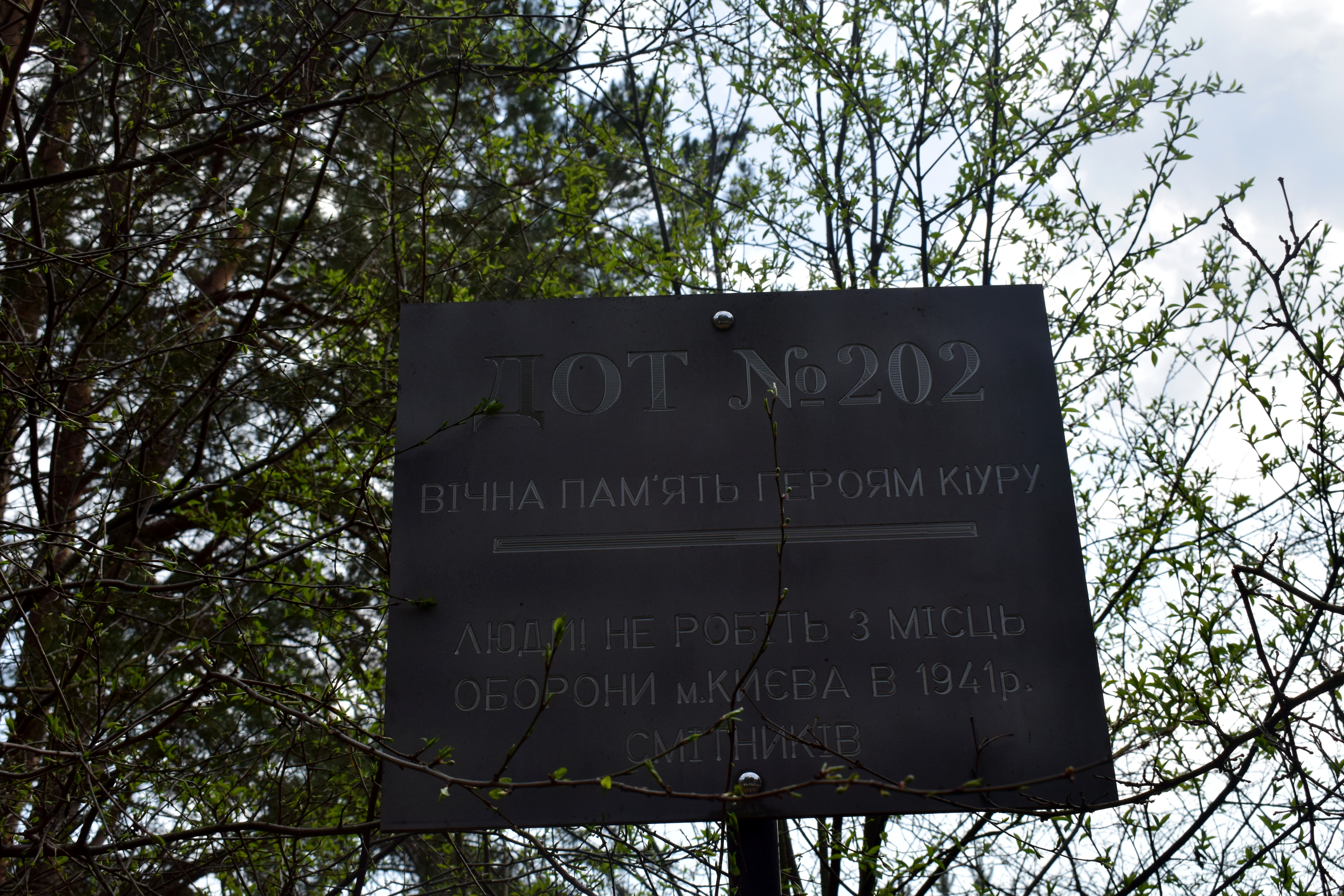
Табличка
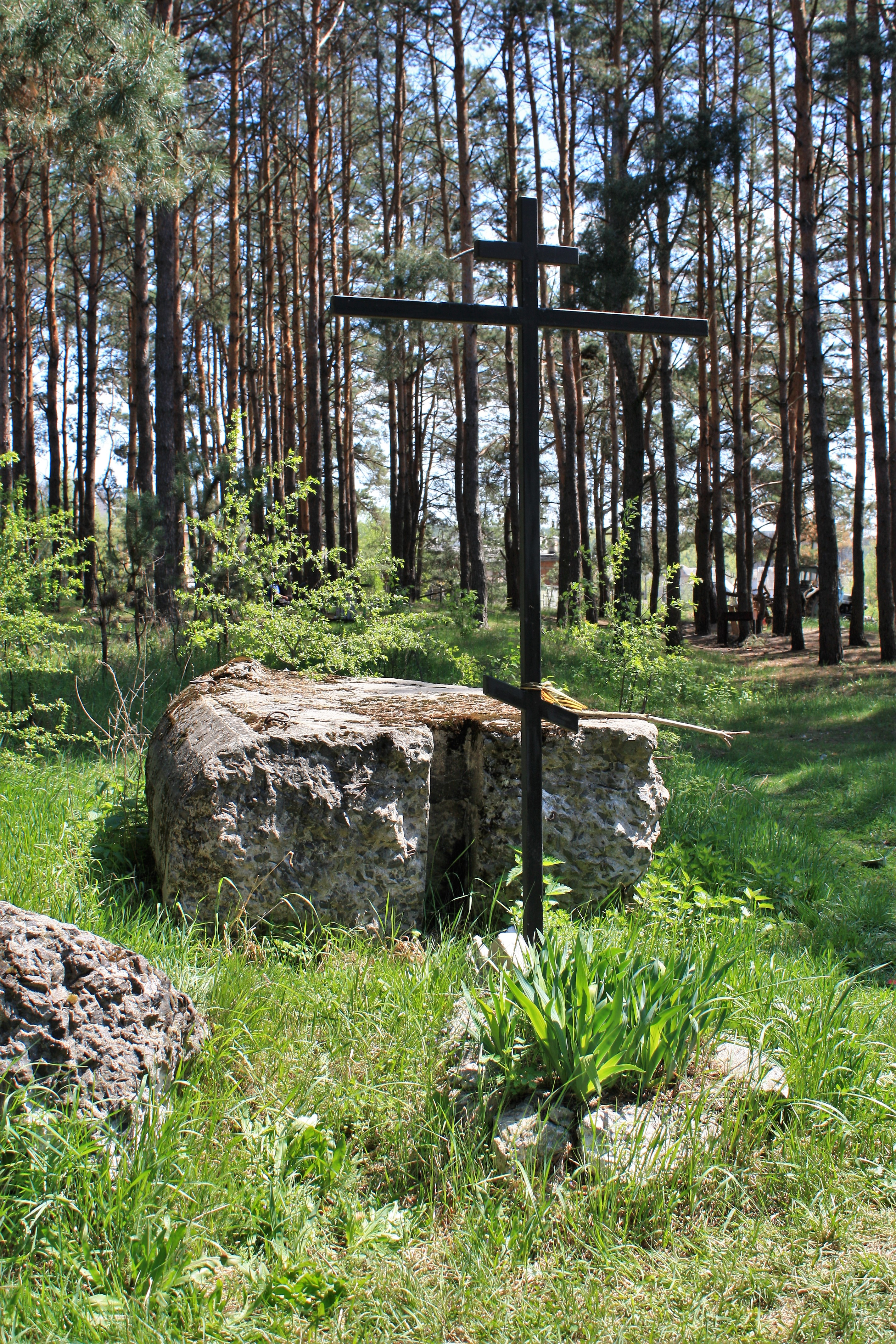
Хрест
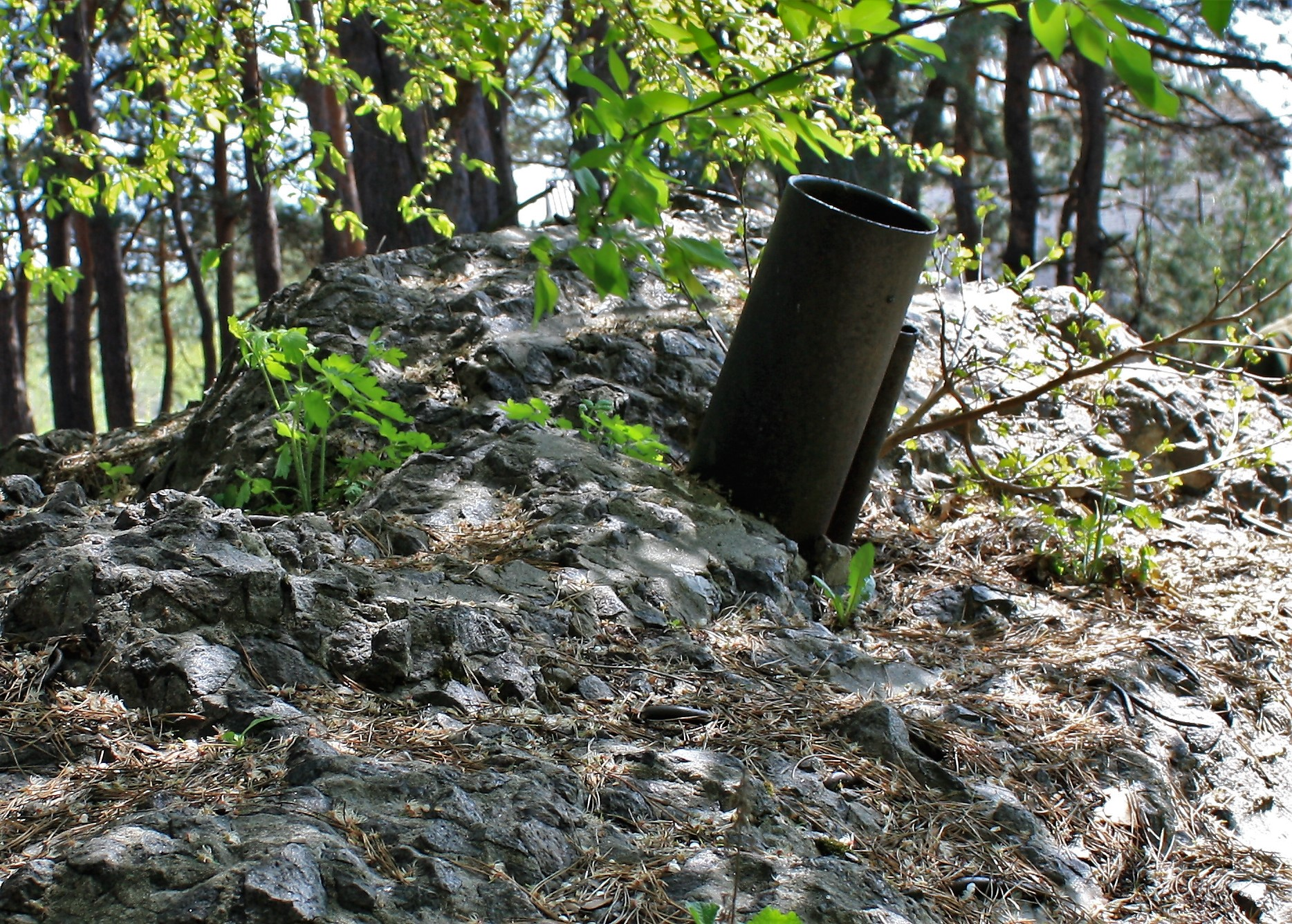
Труба перископа
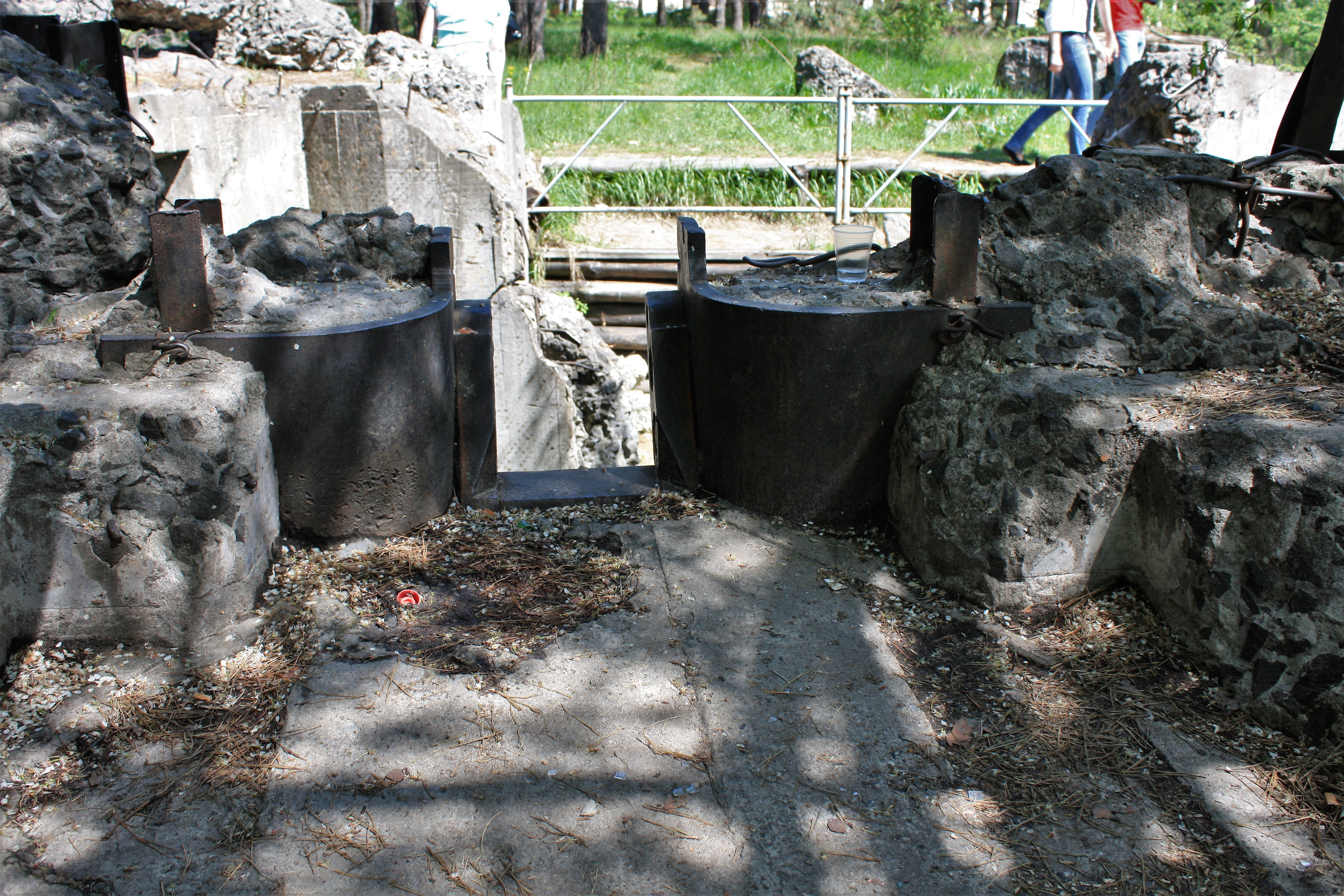
Амбразура зовні
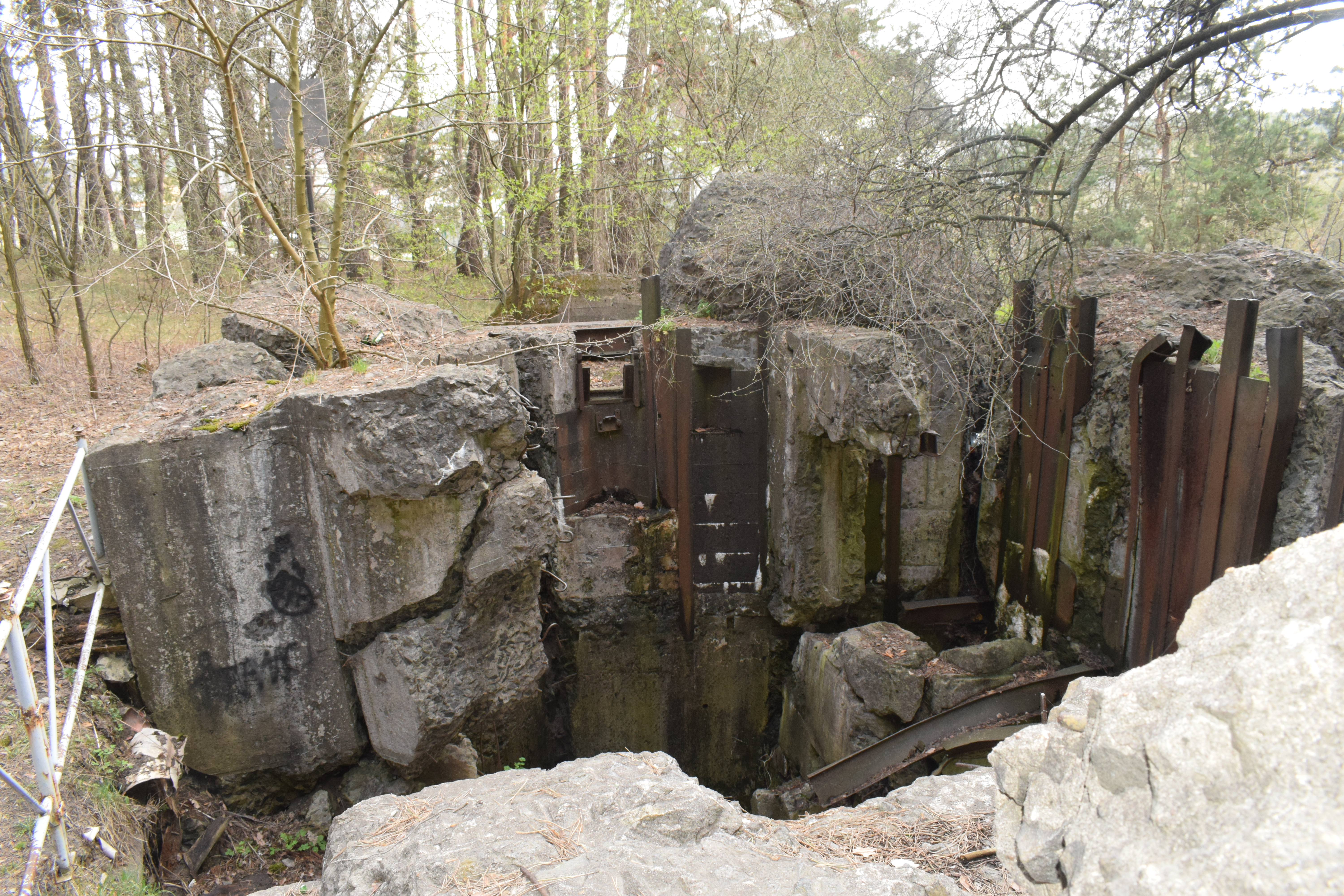
Ліворуч вхід, залишки противідкольного захисту та стіни, що розділяла каземати
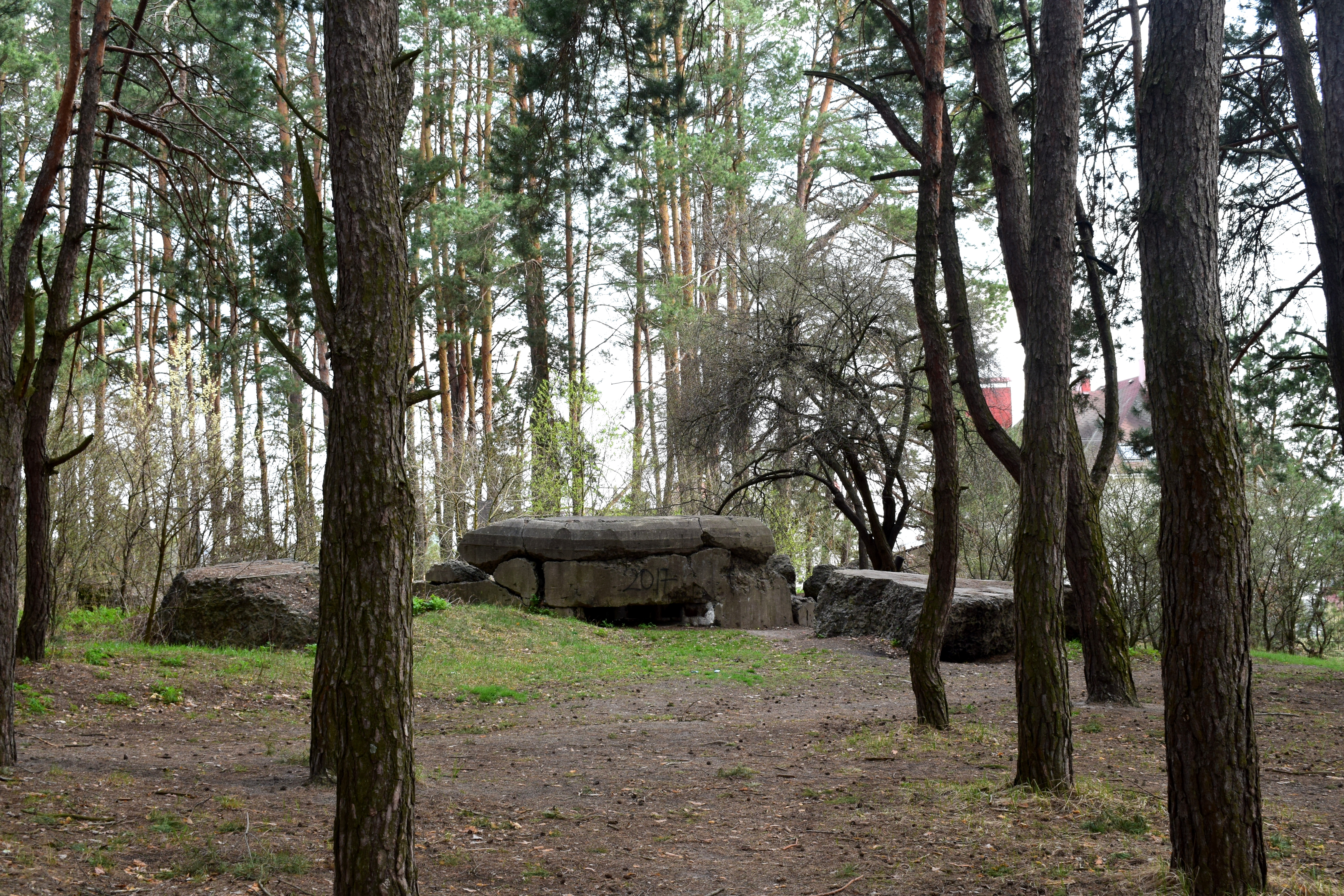
Дах ДОТу зірваний вибухом, лежить поряд